# NGC 6914
NGC 6914 é uma nebulosa na direção da constelação de Cygnus. O objeto foi descoberto pelo astrônomo Edouard Stephan em 1881, usando um telescópio refletor com abertura de 31,5 polegadas. 